# مرقد کمیل بن زیاد
مرقد کمیل بن زیاد یک زیارتگاه اسلامی است که در منطقه الحنانه در شهر نجف در مرکز عراق واقع شده‌است. این مرقد محلی است که کمیل بن زیاد النخعی کوفی پس از آنکه به‌دست حجاج الثقفی کشته شد، در آن دفن شده‌است.

## تاریخچه
این مرقد در سال ۱۹۵۰ توسط  علی البغدادی، متولی حرم علی بن ابی‌طالب، ساخته شد. در دهه ۱۹۷۰ این محل بازسازی شد. همچنین در سال ۲۰۰۰ گنبد جدیدی برای آن گذاشته شد. هزینه آن توسط یک تاجر خیر به نام عبدالحسین صراف تأمین شد.
کمیل بن زیاد نخعی در ۱۸ سال از حیات محمد، پیامبر اسلام، از اصحاب او بود. او از یاران علی و فرماندار او بر شهر هیت و نواحی و اماکن اطراف آن بود. او همچنین راوی دعای معروف به نام خودش یعنی دعای کمیل است.
کمیل از همراهان علی بود و در نبرد صفین شرکت داشت. حجاج بن یوسف ثقفی قصد کشتن او را کرد اما ابتدا موفق نشد. علی بن ابیطالب کمیل را در میان ده تن از معتمدان خود خواند.
در صحن حرم مقبره کمیل بن زیاد از جمله مقبره  احمد وائلی قرار دارد که در تابستان ۱۳۸۲ هجری شمسی در شهر کاظمین درگذشت.

## مرقد
مرقد کمیل در منطقه‌ای باستانی به نام الثویه قرار دارد که در گذشته، قبرستان قریش بوده و بسیاری از شخصیت‌های آن زمان در آن مدفون بوده‌اند.
این مرقد حدود ۶۰۰ متر با مسجد حنانه فاصله دارد و در حدود سه کیلومتری حرم علی بن ابیطالب قرار دارد.
مقبره کمیل ده پله از سطح زمین بالاتر قرار گرفته، ساختمانی قدیمی و دارای گنبد است. این مرقد حدود یک و نیم کیلومتر با شهر قدیمی نجف محصور شده در محلی به نام الثویه فاصله دارد.
در سال ۲۰۰۷ میلادی استانداری نجف مبلغی بالغ بر دو میلیارد و هشتاد و سه میلیون دینار را برای توسعه این حرم اختصاص داد که مرحله بازسازی و احیای آن به مدت زمان ۲۷۰ روز تکمیل شده و از جمله شامل دیوارهای مرمر ایتالیایی و همچنین پوشش سقف با آینه بود که در سال ۲۰۰۸ به اتمام رسید.